# Serica parallela
Serica parallela är en skalbaggsart som beskrevs av Thomas Casey 1884. Serica parallela ingår i släktet Serica och familjen Melolonthidae. Inga underarter finns listade i Catalogue of Life.